# Westworld (tv-serie)
Westworld er en amerikansk netfjernsynserie udviklet af Jonathan Nolan og Lisa Joy baseret på spillefilmen Westworld fra 1973. Serien havde premiere 2. oktober 2016 på HBO.
Filmning af pilotepisoden fandt sted i august 2014 i og rundt om Los Angeles. Danske Sidse Babett Knudsen har en rolle i serien, det samme har norske Ingrid Bolsø Berdal og walisiske Anthony Hopkins.

## Medvirkende
- Evan Rachel Wood som Dolores Abernathy
- Thandie Newton som Maeve Millay
- Jeffrey Wright som Bernard Lowe
- Anthony Hopkins som Robert Ford
- Ed Harris som Man in Black
- James Marsden som Teddy Flood
- Luke Hemsworth som  Ashley Stubbs
- Sidse Babett Knudsen som Theresa Cullen
- Shannon Woodward som Elsie Hughes